# Taliesin (villa)

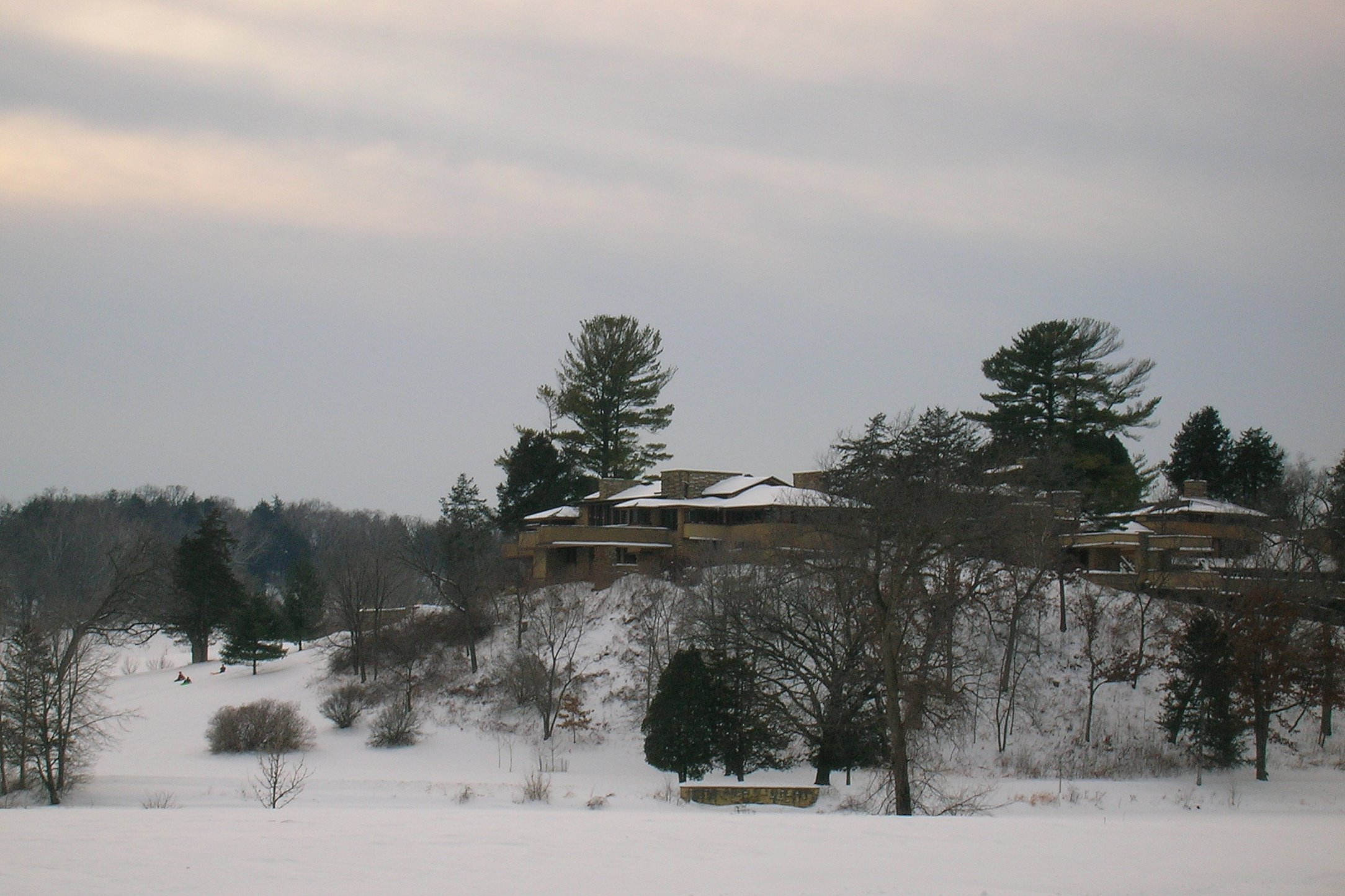
Taliesin boven op de heuveltop.

Taliesin, nabij Spring Green, Wisconsin, was het zomerhuis van de Amerikaanse architect Frank Lloyd Wright. Wright startte met de bouw van deze woning in 1911, na echtscheiding van zijn eerste vrouw, Catherine Tobin twee jaar eerder. De reden voor Wrights vertrek was zijn buitenechtelijke verhouding met Martha "Mamah" Borthwick, de echtgenote van een van zijn cliënten, Edwin Cheney. Het winterhuis van Wright, Taliesin West, bevindt zich in Scottsdale (Arizona).

## Locatie
De vallei waarin Taliesin gebouwd werd, was al sinds de Amerikaanse Burgeroorlog eigendom van Wrights familie van moederskant; de Lloyd Jonesen. Als immigranten uit Wales, waren Wrights grootvader en oom langs moederskant beiden protestantse predikanten, en startten zijn tantes bovendien in 1887 een school in de vallei. Anna Lloyd Jones Wright, Wrights moeder, besloot haar zoon jaarlijks naar de vallei te sturen, vanaf 11-jarige leeftijd. De familie, hun ideeën en opvattingen, religie, en idealen oefenden een grote invloed uit op de jonge Wright, die later zijn tweede voornaam wijzigde van Lincoln (ter ere van Abraham Lincoln) naar Lloyd, ter ere van zijn familie.
Toen Wright besloot het landeigendom met een eigen woning te bebouwen, koos hij de naam van de Welshe bard Taliesin, wiens naam staat voor "schitterende wenkbrauw". Wright positioneerde de woning op de "wenkbrauw", de kam van de heuvel, een favoriete plek uit zijn kindertijd. De woning werd ontworpen met drie vleugels die de verschillende functies herbergden: de woonvertrekken, het kantoor, en boerderijgebouwen. Niet enkel liet hij de omgeving de architectuur bepalen, hij gebruikte Taliesin ook als een methode om zijn ideeën omtrent organische architectuur verder te ontwikkelen. De schoorstenen en de stenen penanten werden gebouwd in lokale kalksteen, door de metselaars zodanig geplaatst dat ze de verwijzing opriepen naar het landschap van Wisconsin. Bovendien werden zand uit de nabijgelegen Wisconsin River in de bepleisterde muren verwerkt om de geologie van de rivier te illustreren.

## Branden
Wright en Mamah Borthwick verhuisden naar Taliesin kort na Kerstmis in 1911. Op 15 augustus 1914, terwijl Wright in Chicago de laatste hand legde aan een groot project, Midway Gardens, stichtte Julian Carlton, een knecht die twee maanden eerder aangenomen werd, brand in de woonvertrekken van Taliesin. Bovendien vermoordde hij zeven mensen met een bijl terwijl de brand woedde. Onder de slachtoffers waren Mamah; haar twee kinderen John en Martha; Thomas Brunker, de voorman; Emil Brodelle, een technisch tekenaar; David Lindblom, een landschapsarchitect; en Ernst Weston, de zoon van houtbewerker William Weston. Twee slachtoffers overleefden de slachtpartij; William Weston en tekenaar Herb Fritz. Carlton verborg zich in de schoorsteen en overleefde op die manier eveneens de brand, maar stierf zes weken later in zijn cel.
Wright besloot uiteindelijk de woonruimtes opnieuw op te bouwen, en doopte het om tot Taliesin II. Op 22 april 1925 werden deze echter opnieuw vernield door een brand. Volgens de autobiografie van Wright ontstond de brand nabij een telefoontoestel in zijn slaapkamer. Wright vermeldde ook een onweer dat naderde vlak voor het vuur werd opgemerkt. Wrights studenten gingen ervan uit dat de storm een elektrische storing veroorzaakte die doorheen het telefoontoestel joeg en op die manier de brand veroorzaakte. Datzelfde jaar werd Taliesin heropgebouwd, en omgedoopt tot Taliesin III.
Gedurende zijn hele leven bleef Wright erg betrokken bij Taliesin. Hij kocht later ook het omliggende terrein, waardoor hij een landgoed verwezenlijkte van 2,4 km². Later begon Wright de woning als een experiment te zien; hij bracht constant wijzigingen aan, vaak met behulp van zijn leerlingen uit de Taliesin Fellowship (gesticht in 1932). Hij nodigde ook vaak kunstenaars uit om bij hem te verblijven en met hem samen te werken, en begeleidde bekende kunstenaars als Santiago Martinez Delgado en John Lautner. Dit mentorschap kwam nog meer tot uiting toen hij zijn winterhuis, Taliesin West, in Scottsdale (Arizona) (1937-1959) opende.
Enkele van de gebouwen die ontworpen werden in Taliesin waren onder meer Fallingwater, het Guggenheim Museum (New York), het Johnson Wax Headquarters, en het eerste Usonian house.

## Behoud

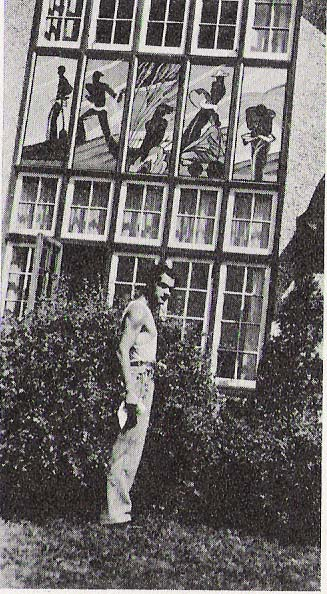
Santiago Martinez Delgado bij Taliesin, ca. 1928-1939

In 1940 stichtten Frank Lloyd Wright en zijn derde echtgenote Olgivanna (27 december 1898 - 1 maart 1985) de Frank Lloyd Wright Stichting, die tot op heden nog steeds bestaat. Tot Wrights overlijden in 1959 werd het beheer van het landgoed in Spring Green, maar ook van Taliesin West volledig verzorgd door de stichting. Ook Wrights archieven en een school, de Frank Lloyd Wright School of Architecture, worden door de stichting beheerd. De restauratie van het woonhuis gebeurt onder toezicht van een andere vereniging, de in 1991 opgerichte Taliesin Preservation, Inc. Het volledige landgoed is een National Historic Landmark.
Om en nabij de $5 miljoen werd in de voorbije 20 jaar reeds gespendeerd aan de bouwtechnische stabilisatie van Taliesin. Helaas wordt het behoud bemoeilijkt door een hele reeks problemen; Wright aanzag Taliesin immers nooit als een serie gebouwen die voor lange tijd dienden bewaard te worden. Het werd gebouwd door onervaren studenten, en een stevige fundering werd niet toegepast. De toekomst van het landgoed is momenteel onzeker, maar nieuwe fondsen worden constant gezocht.
Het werd aanbevolen om samen met Taliesin West op te nemen in de lijst van het UNESCO Werelderfgoed, maar dit verzoek werd geweigerd.
In 2008 zorgde de National Park Service ervoor dat Taliesin samen met negen andere eigendommen van Wright als één geheel werd gepresenteerd aan de UNESCO. Sinds 2019 staat het gebouw (samen met 7 andere bouwwerken van Wright) als onderdeel en voorbeeld van de 20e-eeuwse architectuur van Frank Lloyd Wright op de Unesco-Werelderfgoedlijst.

## Notities
1. 1 2  Welcome to The Frank Lloyd Wright Foundation
2. ↑  Welcome to The Frank Lloyd Wright Foundation
3. ↑  Taliesin, the Frank Lloyd Wright School of Architecture | Building Architects since 1932
4. ↑  https://web.archive.org/web/20051212094637/http://www.cr.nps.gov/hps/tps/standguide/index.htm
5. ↑  Taliesin Preservation
6. ↑  Wisconsin State Journal: “Taliesin restoration fraught with epic difficulties” - Opgehaald op 7 december 2008